# کوراندا، کوئینزلند
کوراندا (به انگلیسی: Kuranda) یک شهرک در استرالیا است که در کوئینزلند واقع شده‌است.